# Acetilmetadol
El acetilmetadol (Acetato de Metadil) es un analgésico narcótico de larga duración de la acción. Se utiliza principalmente en el tratamiento de la dependencia de narcóticos.

## Farmacología
El acetilmetadol es un derivado de 3,3-difenilpropilamina y es una mezcla racémica de α-acetilmetadol y β-acetilmetadol, que a su vez son mezclas racémicas de levacetilmetadol (L-α-acetilmetadol) y D-α-acetilmetadol para el primero, y L-β-acetilmetadol y D-β-acetilmetadol para el segundo compuesto. Por lo tanto, el acetilmetadol tiene cuatro isómeros ópticos posibles. El acetilmetadol es principalmente un agonista del receptor opioide de tipo μ (Mu).

## Metabolismo
El acetilmetadol posee dos metabolitos principales, el noracetilmetadol y el dinoracetilmetadol. El metabolismo del acetilmetadol a su forma monodesmetilada resulta en un compuesto más activo. La posterior desmetilación del noracetilmetadol resulta en un segundo, pero menos potente, metabolito activo. Este proceso de activación biológica se puede suponer que cuenta para el inicio lento y larga duración de acción de acetilmetadol.

## Estado legal
En Estados Unidos, el acetilmetadol se encuentra en el listado I de sustancias controladas. En México, el acetilmetadol y sus congéneres se encuentran en el grupo I de sustancias estupefacientes controladas. No posee código ATC, aunque debería estar en la N.

## Información adicional
La literatura científica se refiere al Levacetilmetadol (LAAM) a menudo como el acetato de metadil, abreviatura de levo-alfa-acetilmetadol. El "acetato de metadil", sin embargo, es también el nombre del compuesto en ocasiones llamado acetilmetadol y que se encuentra incluido en el grupo I de sustancias controladas de México. Además, cierta literatura científica utiliza el término acetilmetadol como sinónimo de LAAM. Incluso los números de registro CAS de estas sustancias se mezclan, y a veces los artículos científicos asignan el número CAS 509-74-0 al LAAM. Y para añadir aún más confusión, el LAAM y las sustancias también incluidas en el grupo I, alfacetilmetadol y betacetilmetadol, todos tienen la misma fórmula molecular (el Orlaam es similar al levacetilmetadol pero con la adición de clorhidrato). Las personas que utilicen los datos desde cualquier punto de partida para ahondar en las investigaciones sobre el LAAM deben considerar cuidadosamente otras fuentes de información para asegurarse de qué droga es la que se está discutiendo.